# Световое поле
Световое поле или поле светового вектора — область пространства, заполненная светом.
В теории светового поля используется понятие о световых линиях, аналогичное понятию силовых линий в классической теории физических полей.
В фотометрии — функция, которая описывает количество света, распространяющегося в любом направлении через любую точку пространства.
В 1846 году Майкл Фарадей в своей лекции «Размышления о колебании лучей» впервые предположил, что свет должен быть интерпретирован как поле, примерно так же как магнитные поля, над которыми он работал в то время уже несколько лет.
Фраза «световое поле» была использована в качестве названия Гершуном А. А. в его классическом научном труде по радиометрическим свойствам света в трёхмерном пространстве (1936). Поскольку лучи в пространстве могут быть параметризованы тремя координатами x, y и z и двумя углами θ и φ , Гершун и позднее Adelson (1991), определил световое поле в каждой точке пространства как пятимерную функцию. Однако он рассматривал его как бесконечный набор векторов, по одному на направление, падающее на точку, с длинами, пропорциональными их излучению. Интегрирование этих векторов по любой группе источников света или по всей сфере направлений дает единичное скалярное значение — полную освещенность в этой точке и результирующее направление.
В компьютерной графике эта вектор-функция трехмерного пространства называется «векторным полем освещенности» (Arvo, 1994).